# Bassin de Cérès
Le bassin de Cérès est un bassin des jardins de Versailles, appartenant à l'ensemble des bassins des Saisons : le bassin de Cérès, le bassin de Flore, le bassin de Bacchus, le bassin de Saturne.
Les Quatre Saisons sont représentées plusieurs fois en sculpture à Versailles. La Grande Commande regroupe un ensemble de sculptures commandées par Louis XIV en 1674 dans lequel figurent des statues des Saisons. 
En 1672, est entreprise la construction des quatre bassins des Saisons : le Printemps, représenté par Flore, l’Été, sous les traits de Cérès, l’Automne, figuré par Bacchus, l’Hiver, personnifié par Saturne. Chaque bassin comprend en son centre une plate-forme ronde en plomb sur laquelle figure une statue, allégorie d’une saison, à l’origine entourée d’enfants et de ses attributs habituels. Les groupes d’enfants ont été déplacés dans la salle des Festins. Les personnages centraux sont dorés et l’îlot central était auparavant entouré d’un cordon de pierre rappelant les attributs de chaque saison, mais ces éléments, jugés par la suite superflus, furent supprimés entre 1684 et 1686.

## Localisation
Le bassin se trouve au croisement de l'allée de l'Été et de l'allée de Cérès-et-de-Flore, au nord du parterre de Latone.

## Composition

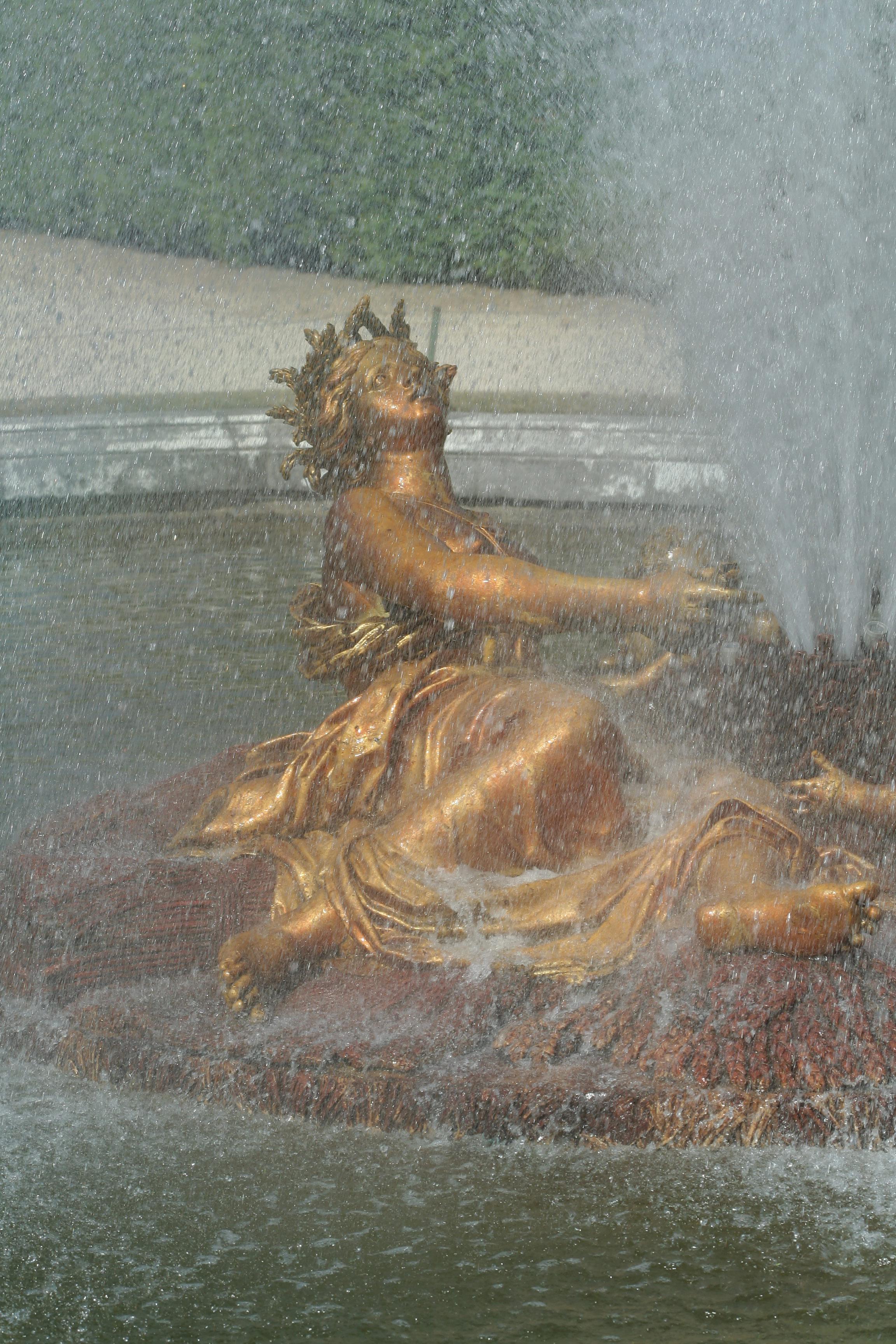
Cérès

Cérès, symbole de l’été et déesse romaine des moissons, est assise sur un lit de gerbes de blé, accompagné de bleuets et de roses. Le décor était auparavant complété par quatre motifs secondaires d’amours alternant avec des gerbes entrecroisées qui lançaient huit jets vers le ciel.

## Histoire
Le bassin de Cérès, carré, a été conçu entre 1672 et 1679 par Thomas Regnaudin, d’après un dessin de Charles Le Brun. 

## Représentations artistiques

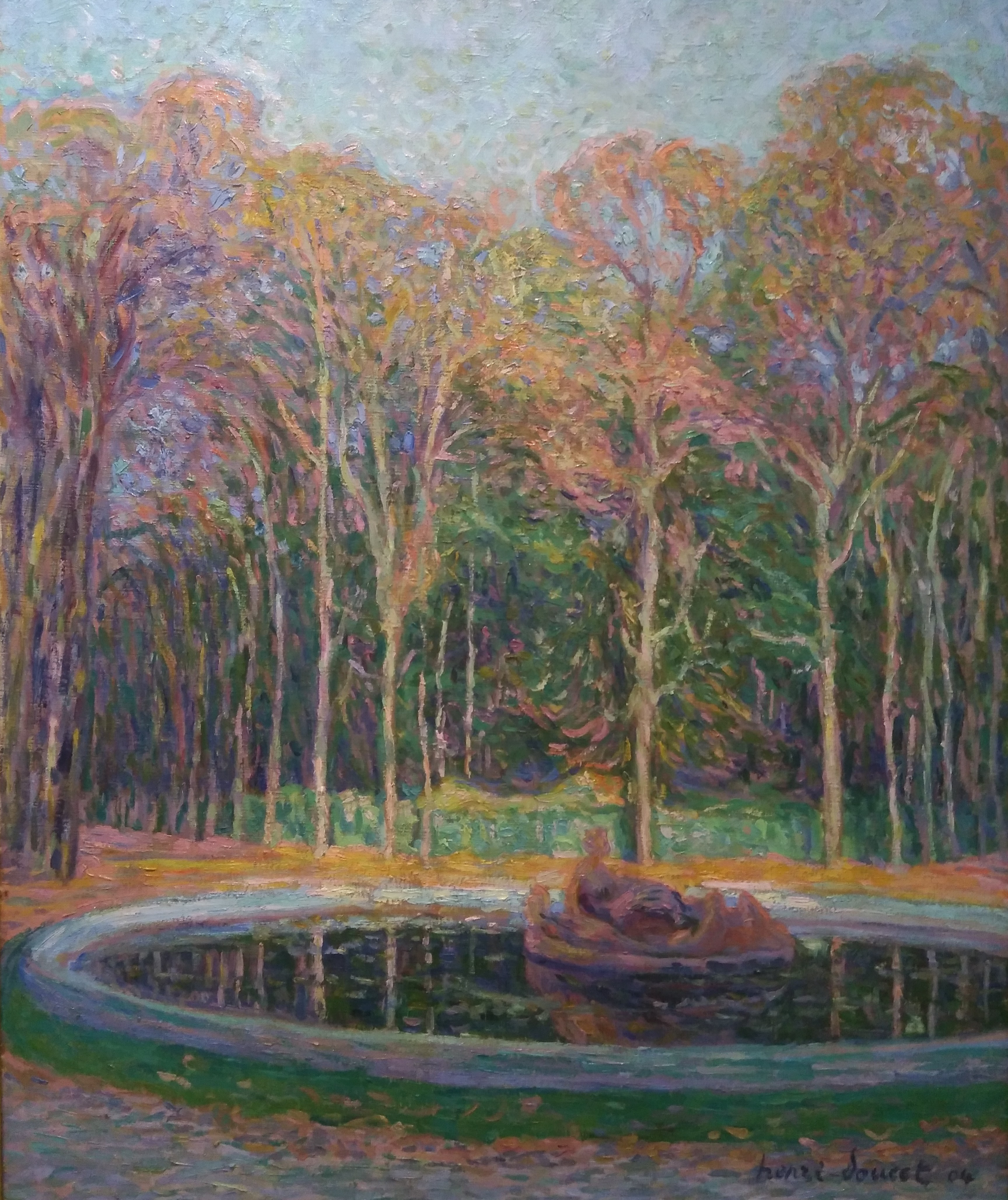
Henri Doucet, Pièce d'eau à Versailles, 1904, Gray, musée Baron-Martin.

Le tableau de Henri Doucet intitulé Pièce d'eau à Versailles représente le bassin de Cérès.